# Ergokalciferol
Ergokalciferol je forma vitamina D, poznata kao vitamin D2. On je u prodaji pod raznim imenima uključujući: Deltalin, Drisdol, i Calcidol. Formira se iz viosterola kad ultraljubičasto svetlo aktivira ergosterol. Gljive su primarni prirodni izvor.
Ergokalciferol se može koristiti kao suplement vitamina D. Jedna klinička smernica iz 2011. ga smatra jednako efektivnim kao i holekalciferol (vitamin D3), koji prirodno proizvodi koža pri izlaganju ultraljubičastom svetlu. Postoji konfliktna evidencija o tome u kojoj meri D2 i D3 imaju slično dejstvo u telu i da li su jednako aktivni. Neke studije sugerišu da je D3 potentniji, dok druge iznose jednaku potentnost.

## Uloga u Alchajmerovoj bolesti
Jedna nedavna studija je utvrdila da veoma niske nivoe vitamina D2 kod pacijenata obolelih od Alchajmerove bolesti.

## Spoljašnje veze
|  | Molimo Vas, obratite pažnju na važno upozorenje u vezi sa temama iz oblasti medicine (zdravlja). |